# Dekov, Plevna
Dekov (în bulgară Деков, în română Decova) este un sat în comuna Belene, regiunea Plevna,  Bulgaria. 

## Demografie
Componența etnică a satului Dekov
     Bulgari (64,34%)
     Nicio identificare (35,65%)
     Altele (0%)
La recensământul din 2011, populația satului Dekov era de 502 locuitori. Din punct de vedere etnic, majoritatea locuitorilor (64,34%) erau bulgari. Pentru 35,65% din locuitori nu este cunoscută apartenența etnică.